# ألدو فرانسيا
ألدو فرانسيا (بالإسبانية: Aldo Francia)‏ هو طبيب ومخرج تشيلي، ولد في 30 أغسطس 1923 في فالبارايسو في تشيلي، وتوفي في 15 أكتوبر 1996 في فينيا ديل مار في تشيلي.

## وصلات خارجية
- ألدو فرانسيا على موقع IMDb (الإنجليزية)